# Argentinas bridgeforbund
Argentinas Bridgeforbund (på spansk Asociación del Bridge Argentino, forkortet ABA) er det nationale bridgeforbund i Argentina. Det blev stiftet i 1948 og er medlem af World Bridge Federation (WBF).
Forbundet ledes af formanden Sylvia Elena Bodt, næstformanden Roberto Vigil, kassereren Julio Alfonsin og sekretæren Enrique Boschetti. Hovedsædet ligger i Buenos Aires.
Blandt nævneværdige argentinske bridgespillere er Gabino Alujas og Roberto Vigil.
Formand og næstformand vælges for en tre-årig periode.

## Hjemmeside
- Argentinas Bridgeforbund (ABA)

| Forening eller organisation | Spire Denne artikel om en forening eller organisation er en spire som bør udbygges. Du er velkommen til at hjælpe Wikipedia ved at udvide den. |